# Paul Elliott Russell
Paul Elliott Russell (* 1. Juli 1956 in Memphis, Tennessee) ist ein US-amerikanischer Autor und Hochschullehrer.
Russell studierte bis 1978 Englisch am Oberlin College und graduierte danach im Programm für English and Creative Writing an der Cornell University. Nach dem Abschluss seines Studiums (M.F.A in Creative Writing, 1982, für die Kurzgeschichtensammlung After Mariah and other stories; M.A. in Englisch, 1982, für die unveröffentlichte Novelle The Longing in Darkness; Ph.D. in Englisch, 1983, für eine Dissertation über Vladimir Nabokov) wechselte er zum Vassar College in Poughkeepsie, New York, wo er als Englischlehrer tätig war und heute eine Professur für Englisch innehat.
Schon seit seiner Schulzeit war Russell schriftstellerisch tätig. Er schrieb mehrere Romane über das Leben und Schicksal von fiktionalen LGBT-Charakteren. In seinem Roman Sea of Tranquility schreibt Russell über die Familie des Astronauten Allen Cloud, dessen Sohn Jonathan an Aids stirbt. In dem Roman The Coming Storm beschreibt Russell die Situation an einer Schule zwischen den Lehrerkollegen, zu denen ein schwuler Lehrer gehört.
Außerdem schrieb Russell das Sachbuch The Gay 100: A Ranking of the Most Influential Gay Men and Lesbians, Past and Present.

## Werke
- After Mariah and other stories. Cornell University (M.F.A. Thesis), 1982
- Vladimir Nabokov. The habit of exile. Cornell University (Ph.D. Thesis), 1983
- The Salt Point. Dutton, New York City 1990. ISBN 0-525-24832-3  Deutsch: Brackwasser. Männerschwarm, Hamburg 2017. ISBN 978-3-86300-234-3
- Boys of Life. Dutton, New York City 1991. ISBN 0-525-93327-1
- Sea of Tranquility. Dutton, New York City 1994. ISBN 0-525-93895-8
- The Gay 100: A Ranking of the Most Influential Gay Men and Lesbians, Past and Present. Carol Publishing Corporation, Secaucus 1994. ISBN 0-8065-1591-0
- The Coming Storm. St. Martin’s Press, New York City 1999. ISBN 0-312-20514-7
- War Against The Animals. St. Martin’s Press, 2003. ISBN 0-312-20935-5
- The Unreal Life of Sergey Vladimirovich Nabokov. Alyson Books, New York 2010. ISBN 978-1-59350-165-5